# Медаль «65 лет Победы в Великой Отечественной войне 1941—1945 гг.» (Казахстан)
Юбилейная медаль «65 лет Победы в Великой Отечественной войне 1941—1945 гг.» (каз. «1941-1945 жж. Ұлы Отан соғысындағы Жеңіске 65 жыл») — государственная награда Республики Казахстан, учреждённая в ознаменование празднования 65-й годовщины Победы в Великой Отечественной войне 1941—1945 годов на основании Указа Президента Республики Казахстан от 19 марта 2010 года № 951.

## Положение о медали
Медалью награждаются:
- военнослужащие, проходившие службу в воинских частях, штабах и учреждениях, входивших в состав действующей армии и флота в период Великой Отечественной войны, а также во время других боевых операций по защите бывшего Союза ССР, партизаны и подпольщики Великой Отечественной войны;
- военнослужащие действующей армии и флота, партизаны и подпольщики Великой Отечественной войны, а также рабочие и служащие соответствующих категорий, ставшие инвалидами вследствие ранения, контузии, увечья или заболевания, полученных в период Великой Отечественной войны на фронте, в районе военных действий, на прифронтовых участках железных дорог, на сооружении оборонительных рубежей, военно-морских баз и аэродромов, и приравненные по пенсионному обеспечению к военнослужащим;
- военнослужащие, ставшие инвалидами вследствие ранения, контузии, увечья, полученных при защите бывшего Союза ССР или вследствие заболевания, связанного с пребыванием на фронте;
- лица начальствующего и рядового состава органов внутренних дел и государственной безопасности бывшего Союза ССР, ставшие инвалидами вследствие ранения, контузии, увечья либо вследствие заболевания, связанного с пребыванием на фронте;
- лица из числа бойцов и командного состава истребительных батальонов, взводов и отрядов защиты народа, действовавших в период с 1 января 1944 года по 31 декабря 1951 года на территории Украинской ССР, Белорусской ССР, Литовской ССР, Латвийской ССР, Эстонской ССР, ставшие инвалидами вследствие ранения, контузии или увечья, полученных при исполнении служебных обязанностей в этих батальонах, взводах, отрядах;
- военнослужащие, а также лица начальствующего и рядового состава органов внутренних дел и государственной безопасности бывшего Союза ССР, проходившие в период Великой Отечественной войны службу в городах, участие в обороне которых засчитывалось до 1 января 1998 года в выслугу лет для назначения пенсии на льготных условиях, установленных для военнослужащих частей действующей армии;
- лица вольнонаёмного состава Советской Армии, Военно-Морского Флота, войск и органов внутренних дел и государственной безопасности бывшего Союза ССР, занимавшие штатные должности в воинских частях, штабах, учреждениях, входивших в состав действующей армии в период Великой Отечественной войны, либо находившиеся в соответствующие периоды в городах, участие в обороне которых засчитывалось до 1 января 1998 года в выслугу лет для назначения пенсии на льготных условиях, установленных для военнослужащих частей действующей армии;
- лица, которые в период Великой Отечественной войны находились в составе частей, штабов и учреждений, входивших в состав действующей армии и флота, в качестве сыновей (воспитанников) полков и юнг;
- лица, принимавшие участие в боевых действиях против фашистской Германии и её союзников в годы Второй мировой войны на территории зарубежных стран в составе партизанских отрядов, подпольных групп и других антифашистских формирований;
- работники спецформирований Народного комиссариата путей сообщения, Народного комиссариата связи, плавающего состава промысловых и транспортных судов и лётно-подъёмного состава авиации, Народного комиссариата рыбной промышленности бывшего Союза ССР, морского и речного флота, лётно-подъёмного состава Главсевморпути, переведённые в период Великой Отечественной войны на положение военнослужащих и выполнявшие задачи в интересах действующей армии и флота в пределах тыловых границ действующих фронтов, оперативных зон флотов, а также члены экипажей судов транспортного флота, интернированные в начале Великой Отечественной войны в портах других государств;
- граждане, работавшие в период блокады города Ленинграда в предприятиях, учреждениях и организациях города и награждённые медалью «За оборону Ленинграда» и знаком «Житель блокадного Ленинграда»;
- бывшие несовершеннолетние узники концлагерей, гетто и других мест принудительного содержания, созданных фашистами и их союзниками в период Второй мировой войны;
- лица, проработавшие в период с 22 июня 1941 года по 9 мая 1945 года не менее шести месяцев, исключая период работы на временно оккупированных неприятелем территориях.

## Описание медали
Юбилейная медаль «1941—1945 жж. Ұлы Отан соғысындағы Жеңіске 65 жыл» изготавливается из латуни, имеет форму круга диаметром 32 мм. На лицевой стороне медали — изображение ордена Славы 1-й степени, между нижними лучами звезды — цифры «1945—2010».
На оборотной стороне медали в центре надпись «1941—1945 жж. Ұлы Отан соғысындағы Жеңіске 65 жыл». Края медали окаймлены бортиком. Все изображения, надписи и цифры на медали рельефные.
Медаль при помощи ушка и кольца соединена с пятиугольной колодкой, обтянутой шёлковой муаровой лентой красного цвета. Ширина ленты 24 мм. Посередине ленты по пять полос: три чёрные и две оранжевые, каждая шириной 2 мм. Крайние чёрные полосы окаймлены оранжевыми полосами шириной 1 мм.
Медаль с помощью булавки крепится к одежде.
Медаль изготовлена на Казахстанском монетном дворе в Усть-Каменогорске.

## Галерея

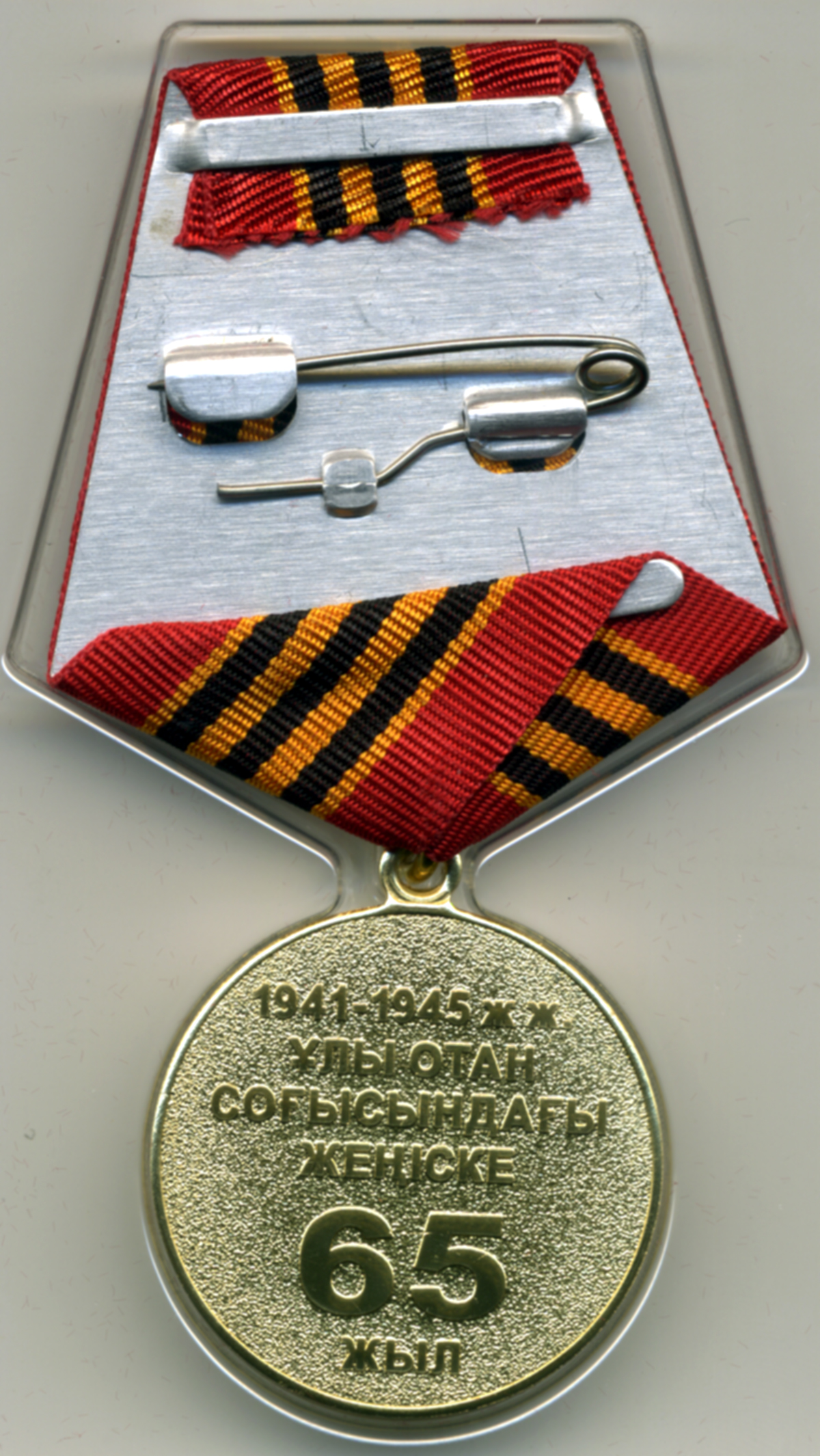
Реверс медали.
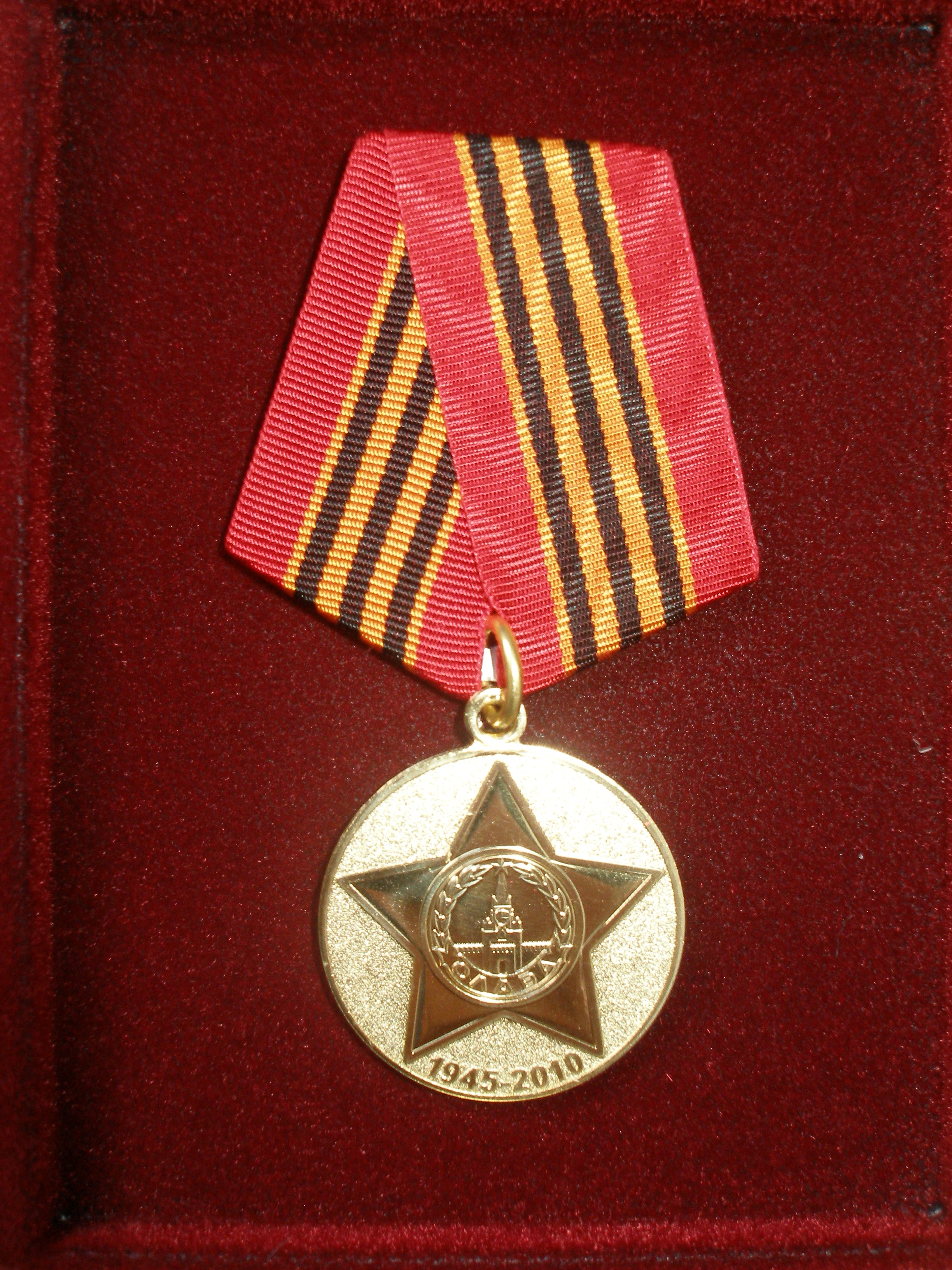
Медаль в наградном футляре.
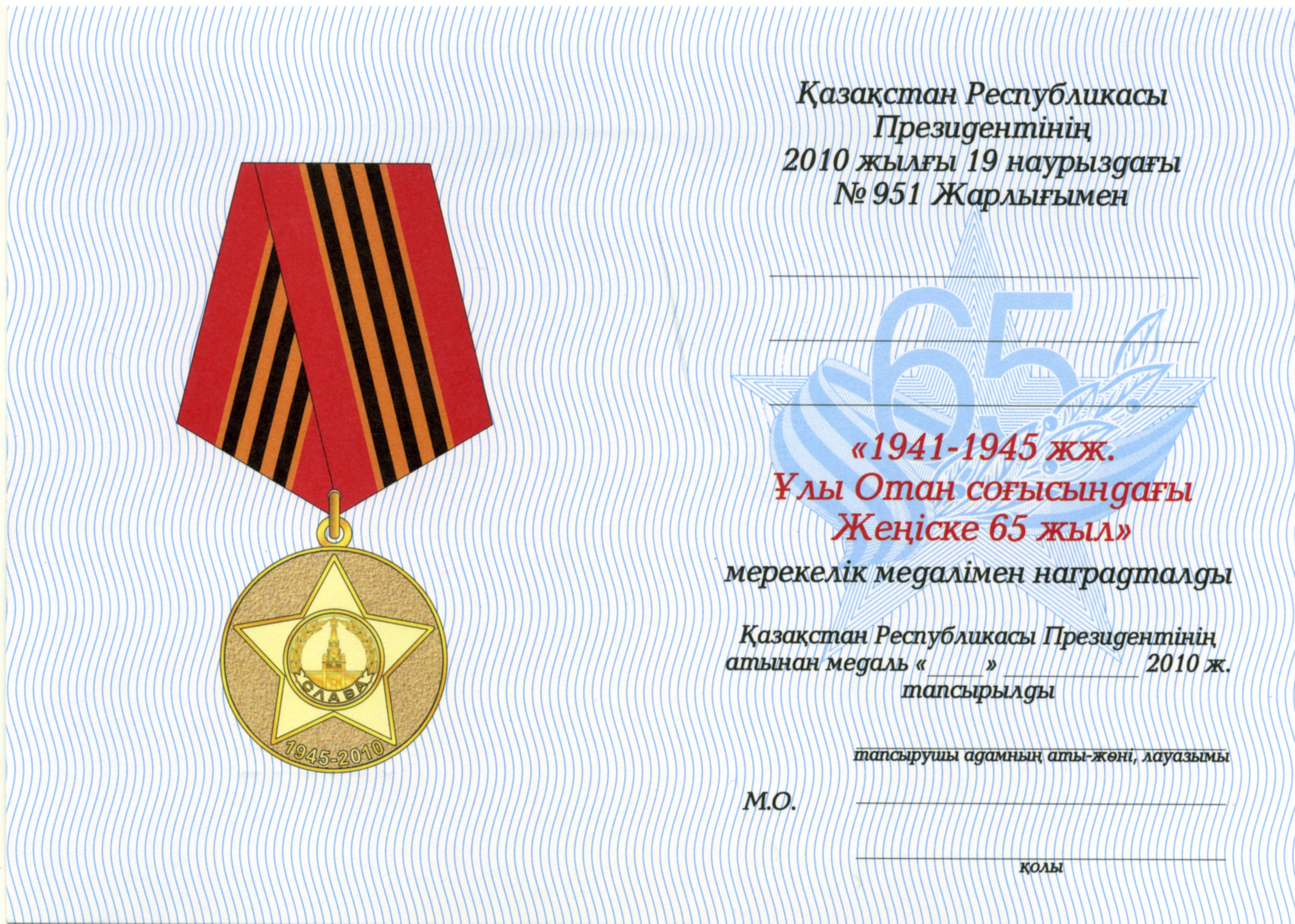
Удостоверение к медали (бланк).